# 内海祐輔
内海 祐輔（うつみ ゆうすけ、1993年1月18日 - ）は、香川県高松市出身の日本の元ハンドボール選手。現役時代は日本ハンドボールリーグのトヨタ車体に所属した。

## 経歴
香川県立香川中央高等学校時代は2009年の全国高等学校ハンドボール選抜大会で最優秀選手に選ばれた。
2010年は第4回男子ユースアジア選手権の日本代表U-19に選出された。
高校卒業後は早稲田大学へ進学し、2012年6月に第13回男子ジュニアアジア選手権の日本代表U-21に選ばれた。
2013年の関東学生ハンドボール・春季リーグで優秀選手に選出。
2014年は春季リーグで優秀選手に選ばれた。同年8月には第22回世界学生選手権の日本代表U-24に選出。
2015年に日本ハンドボールリーグのトヨタ車体へ加入。7月に第28回ユニバーシアード競技大会の日本代表に選ばれた。
2021年3月10日、2020-2021年シーズンをもって現役を引退すると発表した。

## 詳細情報

### 年度別成績
| 年       | チーム     | 試合 | フィールド 得点 | 率   | 7m  | 合計   | 警告 | 退場 | 失格 |
| -------- | ---------- | ---- | --------------- | ---- | --- | ------ | ---- | ---- | ---- |
| 2015-16  | トヨタ車体 | 15   | 31/52           | .596 | 0/0 | 31/52  | 2    | 0    | 0    |
| 2016-17  | トヨタ車体 | 13   | 14/23           | .609 | 0/0 | 14/23  | 0    | 0    | 0    |
| 2017-18  | トヨタ車体 | 23   | 19/40           | .475 | 0/0 | 19/40  | 0    | 0    | 0    |
| 2018-19  | トヨタ車体 | 17   | 16/34           | .471 | 0/0 | 16/34  | 0    | 0    | 0    |
| JHL：4年 | JHL：4年   | 68   | 80/149          | .537 | 0/0 | 80/149 | 2    | 0    | 0    |

### 記録

#### 日本ハンドボールリーグ
- フィールドゴール初得点：2015年11月14日、対トヨタ紡織九州戦（武蔵村山市総合体育館）[10]

### タイトル・表彰

#### その他大会・選手権
- 東アジアクラブ選手権ベストセブン：1回 (2019年)

### 背番号
- 6 (2015年 - 2021年)

## 代表歴

### 日本代表U-24
- 世界学生選手権 (2014年)
- ユニバーシアード競技大会 (2015年)

### 日本代表U-21
- ジュニアアジア選手権 (2012年)

### 日本代表U-19
- ユースアジア選手権 (2010年)